# 戚其章
戚其章（1925年3月—2012年10月7日），中国山东省威海市人，著名史学家 。

## 生平
1925年3月，戚其章出生于英租威海卫西北村，1948年从國立中央大學机械工程系毕业，1949年参加中国人民解放军。
自20世纪50年代开始，其先从事中国古代史研究，在1970年前后改为研究中国近代史，尤以甲午战争史为重点 ，并撰写不少研究文献，如《中日甲午威海之战》、《甲午战争史》、《走近甲午》、《甲午战争新讲》等。

## 个人特点
戚其章主张中日两国应正视甲午战争这段历史，并否认台湾民主国为独立的国家，反对台独 。